# Bibliothèque historique de Rolle
La bibliothèque historique de Rolle est une bibliothèque située sur le territoire de la commune vaudoise de Rolle, en Suisse.

## Histoire
La bibliothèque de Rolle a été fondée en 1840 par cinq personnes de la région ; elle est financée en partie par la veuve de Frédéric-César de La Harpe et s'installe dès sa création dans les murs du château. En 1843, le comité informe la municipalité avoir reçu deux collections des familles Favre et Reverdil représentant plus de 10 000 volumes, faisant ainsi de la bibliothèque de Rolle l'une des plus importantes du canton. Après ce départ en fanfare, la bibliothèque va cependant connaître un net ralentissement de ses activités pendant la seconde moitié du XIXe siècle, en particulier dû au manque de moyens financiers. 
En 1977, la bibliothèque de Rolle se scinde en deux : les ouvrages les plus récents sont regroupés au premier étage de l'immeuble de La Couronne, alors que le fonds ancien reste au château. L'année suivante, après une inondation, le fonds ancien est fermé au public. Il restera en sommeil jusqu'en 2005, date de la création de l’association des amis du château qui organisera, en particulier, une présentation publique de la bibliothèque en 2007 avec la collaboration de la commune.

## Collections
Classée comme bien culturel suisse d'importance nationale, la bibliothèque compte environ 13 000 volumes dont le catalogue est disponible sur Internet. Elle compte ainsi environ 700 cartes anciennes et 12 560 livres, parmi lesquels des ouvrages rares, ayant appartenu par exemple à Benjamin Franklin ou Pierre Viret. Elle est décrite dans le « répertoire des fonds imprimés anciens de Suisse ».

## Filmographie
En 2011, l'association des amis du château de Rolle et le service culturel de la ville de Rolle font paraître une vidéo de l'exposition « Naissance d'une bibliothèque ».

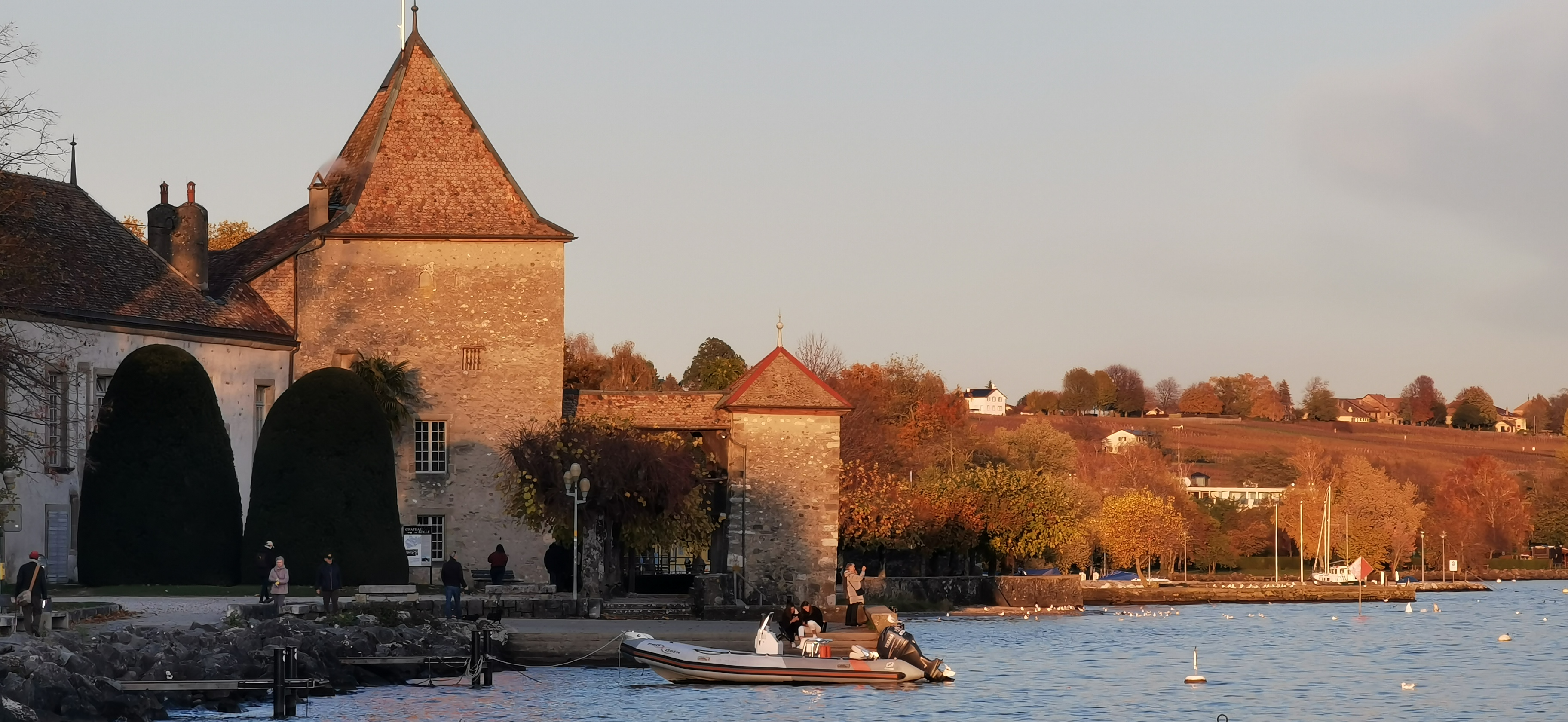
Château de Rolle.
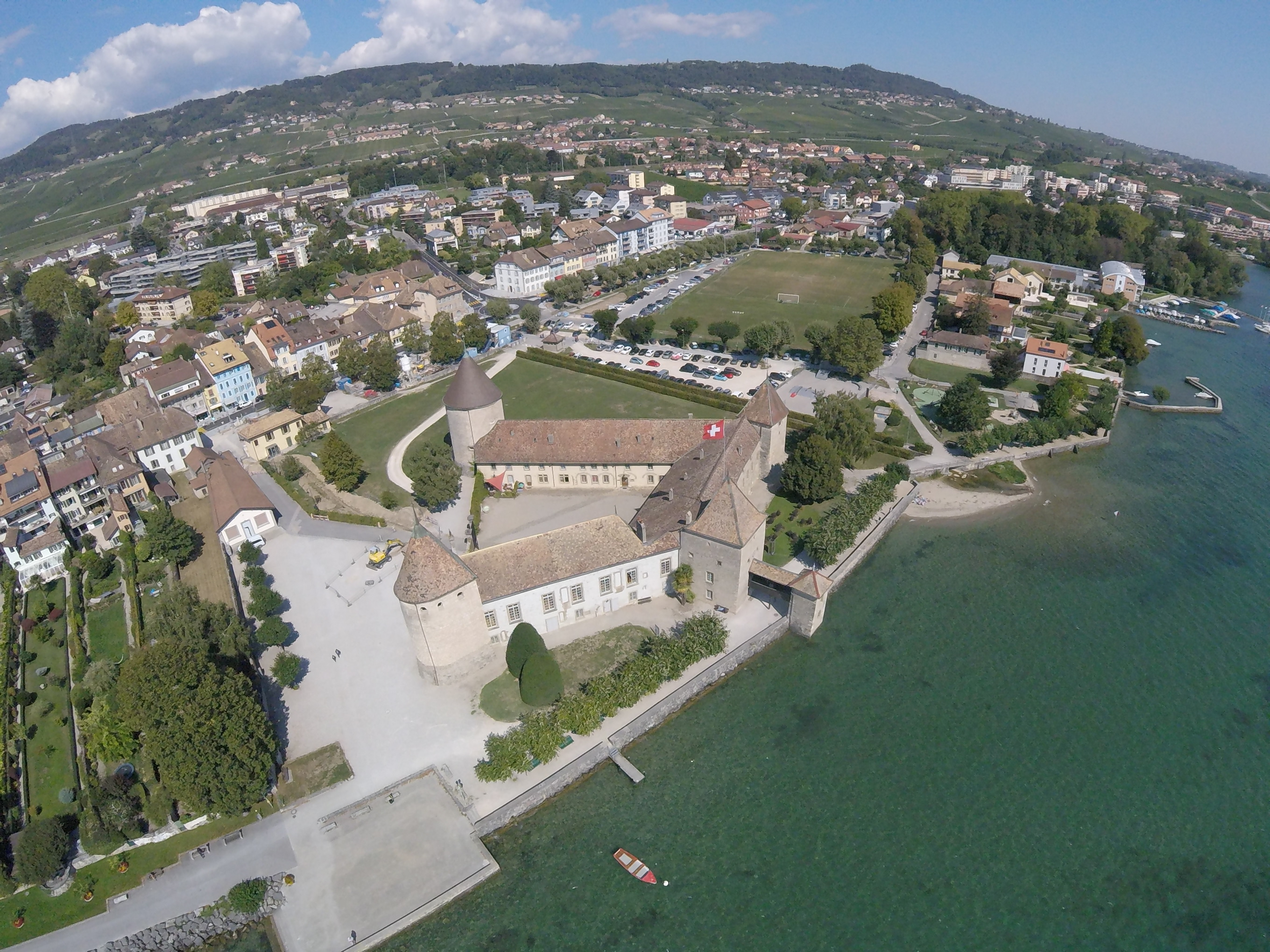
Vue aérienne du château.